# 马诺哈尔塔纳
马诺哈尔塔纳（Manohar Thana），是印度拉贾斯坦邦Jhalawar县的一个城镇。总人口9227（2001年）。

## 人口
该地2001年总人口9227人，其中男性4807人，女性4420人；0—6岁人口1649人，其中男896人，女753人；识字率63.89%，其中男性为72.60%，女性为54.41%。